# Saint-Aubin, Côte-d'Or
Saint-Aubin är en kommun i departementet Côte-d'Or i regionen Bourgogne-Franche-Comté i östra Frankrike. Kommunen ligger i kantonen Nolay som tillhör arrondissementet Beaune. År 2022 hade Saint-Aubin 195 invånare.

## Befolkningsutveckling
Antalet invånare i kommunen Saint-Aubin
Referens:INSEE